# Michail Nikolajewitsch Platow

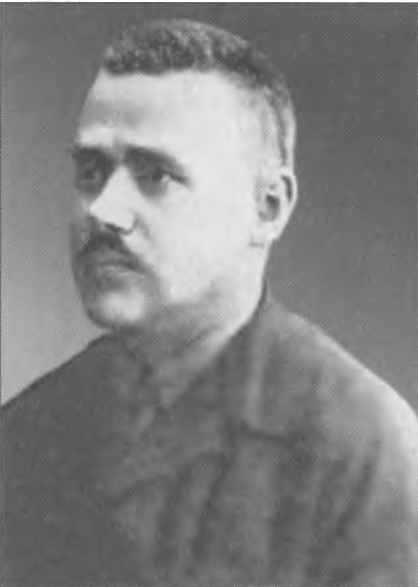
Michail Platow

Michail Nikolajewitsch Platow (* 5. Juni 1883 in Riga; † wahrscheinlich August oder September 1938 in Kargopol) war ein lettischer Schachkomponist russischer Herkunft. Mit seinem Bruder Wassili gilt er als Pionier auf dem Gebiet der Endspielstudien. 1914 und 1928 veröffentlichten die beiden Sammlungen ihrer Werke unter dem Titel Sbornik schachmatnych etjudow.

## Leben und Werk
Michail Platow war Ingenieur. Er verließ Moskau und leitete in Serpuchow einen Kolchos. Wegen kritischer politischer Äußerungen wurde er im Rahmen des Großen Terrors zu zehn Jahren Arbeitslager verurteilt, in welchem er vermutlich im August oder September 1938 starb. Platows letztes Lebenszeichen war ein Brief vom 22. August 1938, während Ende 1938 an ihn gesandte Pakete retourniert wurden.

## Studie
Die folgende Studie der Brüder Platow war in der Sowjetunion sehr bekannt, weil sie von Lenin in einem 1910 an seinen Bruder Dimitri geschriebenen Brief lobend erwähnt wurde.
|   | a | b | c | d | e | f | g | h |   |
| 8 |   |   |   |   |   |   |   |   | 8 |
| 7 |   |   |   |   |   |   |   |   | 7 |
| 6 |   |   |   |   |   |   |   |   | 6 |
| 5 |   |   |   |   |   |   |   |   | 5 |
| 4 |   |   |   |   |   |   |   |   | 4 |
| 3 |   |   |   |   |   |   |   |   | 3 |
| 2 |   |   |   |   |   |   |   |   | 2 |
| 1 |   |   |   |   |   |   |   |   | 1 |
|   | a | b | c | d | e | f | g | h |   |

Lösung:
1. Le7–f6 d5–d4
2. Sg1–e2! a2–a1D
3. Se2–c1!
Die Pointe. Nach 3. Lxd4+? Dxd4 4. Sxd4 Kxd4 5. Kg4 Kxd3 6. Kg5 Ke4 7. Kh6 Kf5 könnte Weiß nicht mehr gewinnen. Nun droht 4. Lg5 matt. Nach der Hinlenkung 3. … Dxc1 ginge die Dame mit einem Läuferspieß verloren; auf 3. … h6 erneuert 4. Le5! die Drohung entscheidend. Verhindert Schwarz die Mattdrohung mit
3. … Da1–a5
so ist das eine weitere Hinlenkung in eine Springergabel nach
4. Lf6xd4+ Ke3xd4 oder Ke3–d2
5. Sc1–b3+
nebst Damengewinn und leicht gewonnener Stellung.